# Loitzenhaus

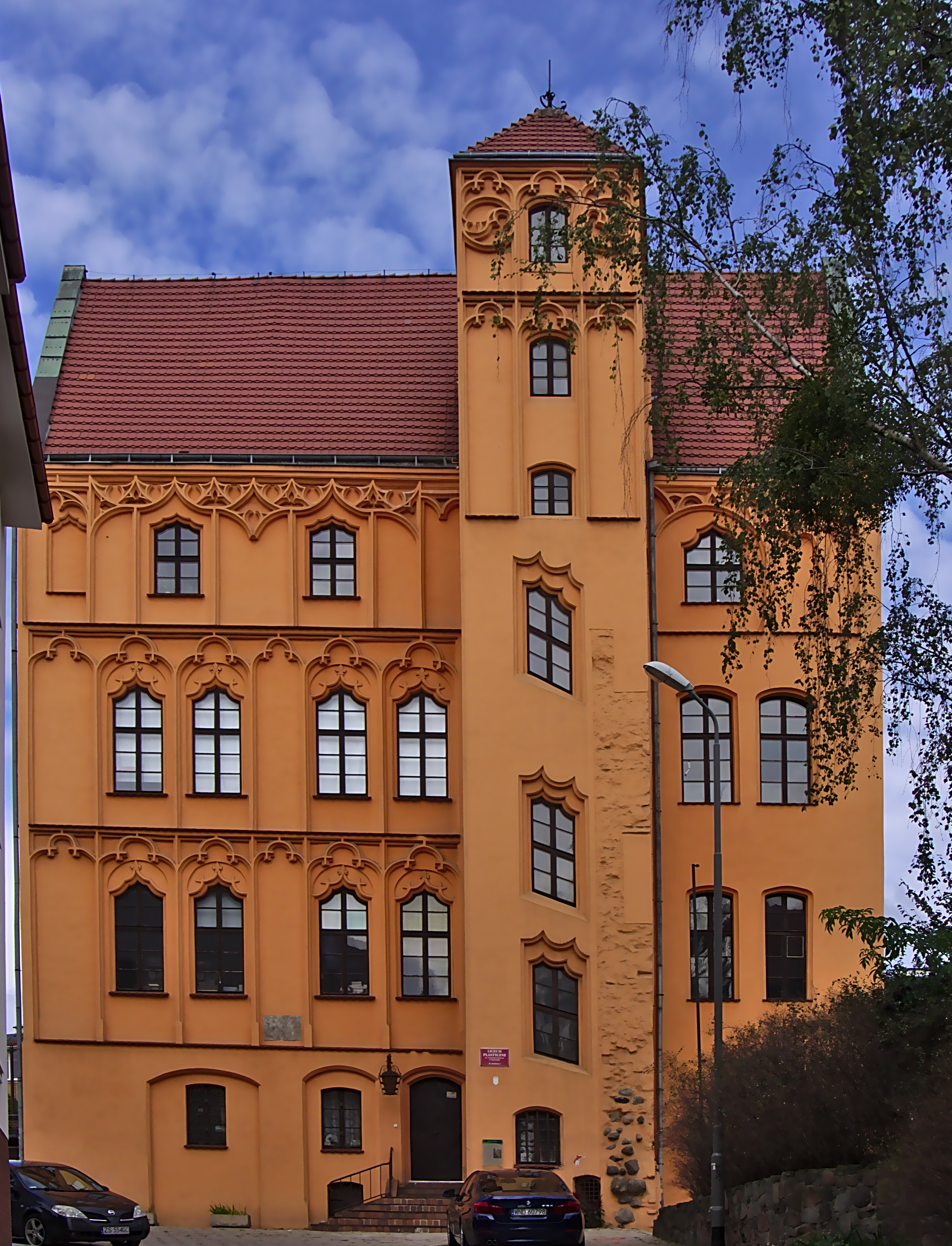
Das Loitzenhaus (2013)

Das Loitzenhaus (polnisch: Kamienica Loitzów) ist ein spätgotisches Baudenkmal in Stettin und eines der wenigen Beispiele früher bürgerlicher Architektur in der Stadt.

## Geschichte
Das Loitzenhaus in der heutigen Kurkowa 1 (bis 1945 Frauenstraße) wurde zwischen 1539 und 1547 im Auftrag der reichen Kaufmannsfamilie Loitz erbaut. Bauherren waren Hans II. Loitz (Jan Łozica), langjähriger Bürgermeister der Stadt, und seine Frau Anna. Die Familie betrieb die größte Bank in Stettin und unterhielt Handelsbeziehungen nach ganz Europa. Auch bekleideten Angehörige der Familie hohe Ämter in den städtischen Behörden. 1571 starb Joachim II. von Brandenburg und im Jahr darauf Sigismund II. August, König von Polen-Litauen und letztes Mitglied der Dynastie der Jagiellonen. Beide hatten hohe Schulden bei der Familie Loitz gehabt. Weil diese nun nicht zurückgezahlt wurden, war die Familie Loitz ruiniert und floh nach Krakau. Der Zusammenbruch des Imperiums der Familie Loitz hatte noch viele Jahrzehnte lang Auswirkungen auf die Stettiner Wirtschaft.
Anschließend wurde das Gebäude von den Herzögen von Pommern übernommen. Während der Belagerung Stettins im Dreißigjährigen Krieg wurde das Dach des Gebäudes im Jahre 1630 schwer beschädigt. Es wurde im Auftrag der pommerschen Herzogin Anna von Croÿ, Tochter von Bogislaw XIII., dem letzten Angehörigen der Greifen, instand gesetzt. Nach dem Tod des letzten pommerschen Herzogs Bogusław XIV. im Jahre 1637 ging die Residenz in den Besitz des schwedischen Beamten Simon Matthäus von Rosenhand über und wurde fortan Rosenhandhof genannt.
Um 1721 wurde das Haus von den Brüdern Dubendorf aus der Schweiz übernommen, die in Stettin die Kaffeehauskultur einführten. Sie eröffneten dort eine Zuckerbäckerei, die als Schweizer Herrenhaus bekannt wurde; die Gasse neben dem Gebäude hieß Schweizerhof.
Im 19. Jahrhundert wurde die Struktur des Gebäudes nach und nach zerstört: Das Haus wurde in Mietwohnungen aufgeteilt, dekorative Giebel wurden zerstört und die geschnitzten Holzdecken in den Innenräumen verdeckt.
Während des Zweiten Weltkriegs 1944 brannte das Innere des Hauses nach alliierten Bombenangriffen aus. Nur die Außenmauern, die Keller und die Treppenhäuser blieben erhalten. 1955 wurde das Loitzenhaus wieder aufgebaut und Sitz des Liceum Plastyczne w Szczecinie, der Kunsthochschule der Stadt. Es war das erste Gebäude in Stettin, das nach dem Krieg vollständig restauriert wurde. Das Loitzenhaus steht unter Denkmalschutz.

## Baustil

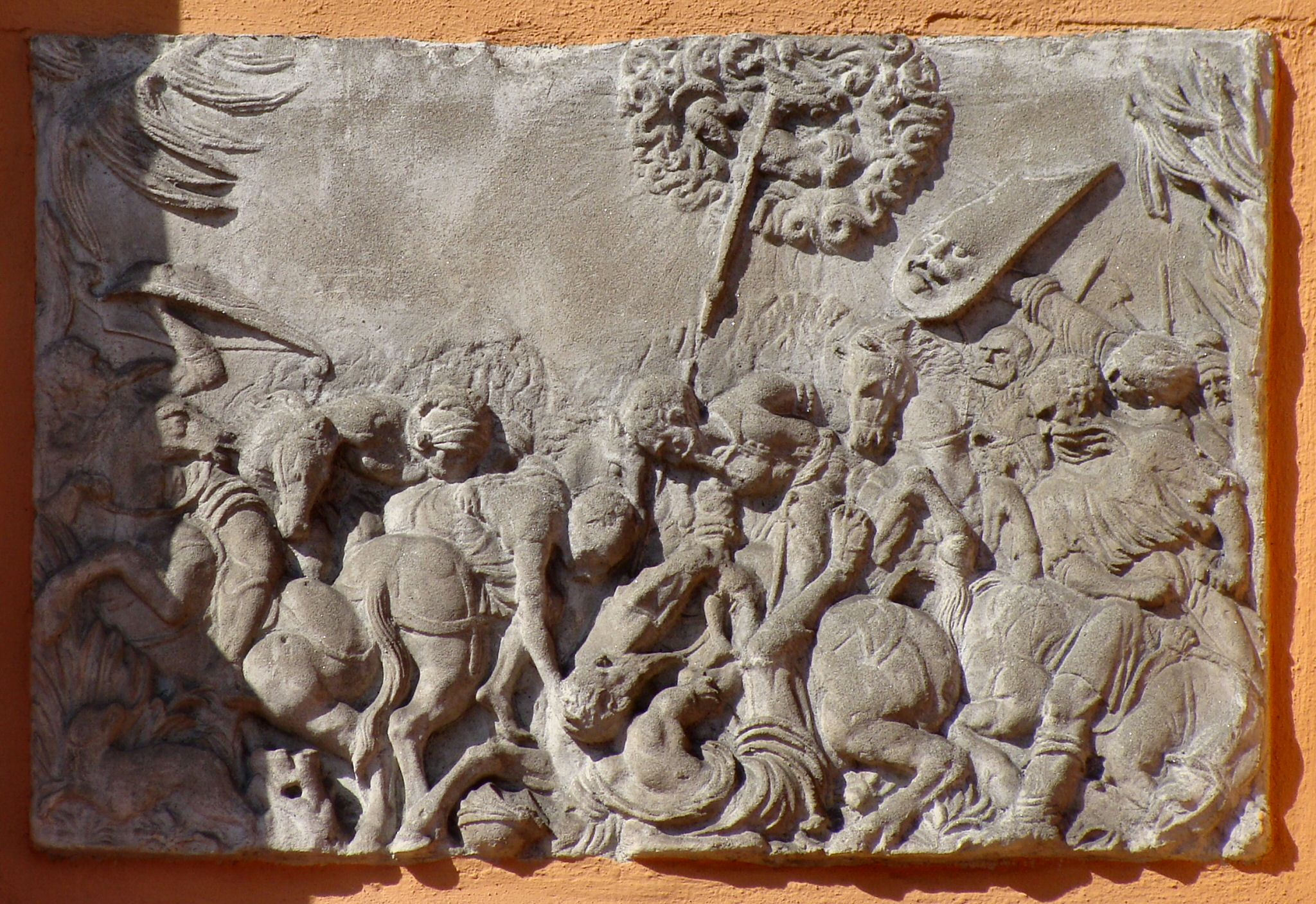
Relief am Haus: Bekehrung des Saulus

Das Loitzenhaus gilt als typisches Beispiel früher bürgerlicher Architektur in Pommern. Die Fassade zur Oder hin weist eine spezielle Form von „Vorhängen“ an den Fenstern mit charakteristischen Bögen und Maßwerkabteilungen aus profiliertem Ziegel auf. Die Fenster im Treppenhaus des Turmes haben eine schräge Form. Charakteristisch für das Gebäude sind zudem die ebenfalls schrägen Fensterbänke und -stürze. Der Turm war früher mit einem Helm und ist jetzt mit einem Zeltdach bedeckt. Der Baustil wurde dem des Schlosses der pommerschen Herzöge in Ueckermünde (1546) nachempfunden, das vom selben Baumeister geplant wurde.
An der Ostseite des Loitzenhauses ist eine Kopie des Reliefs Bekehrung des Saulus eingelassen. Es stammt aus dem 16. Jahrhundert; das Motiv ist traditionell mit der Gründung der Familie Loitz verbunden. Das Relief wurde in der Werkstatt von Hans Schenck angefertigt, der auch für die pommerschen Fürsten Philipp I. und Barnim IX. von Pommern arbeitete. Das Original aus Sandstein (1547) befindet sich im Nationalmuseum Stettin.